# Kokle

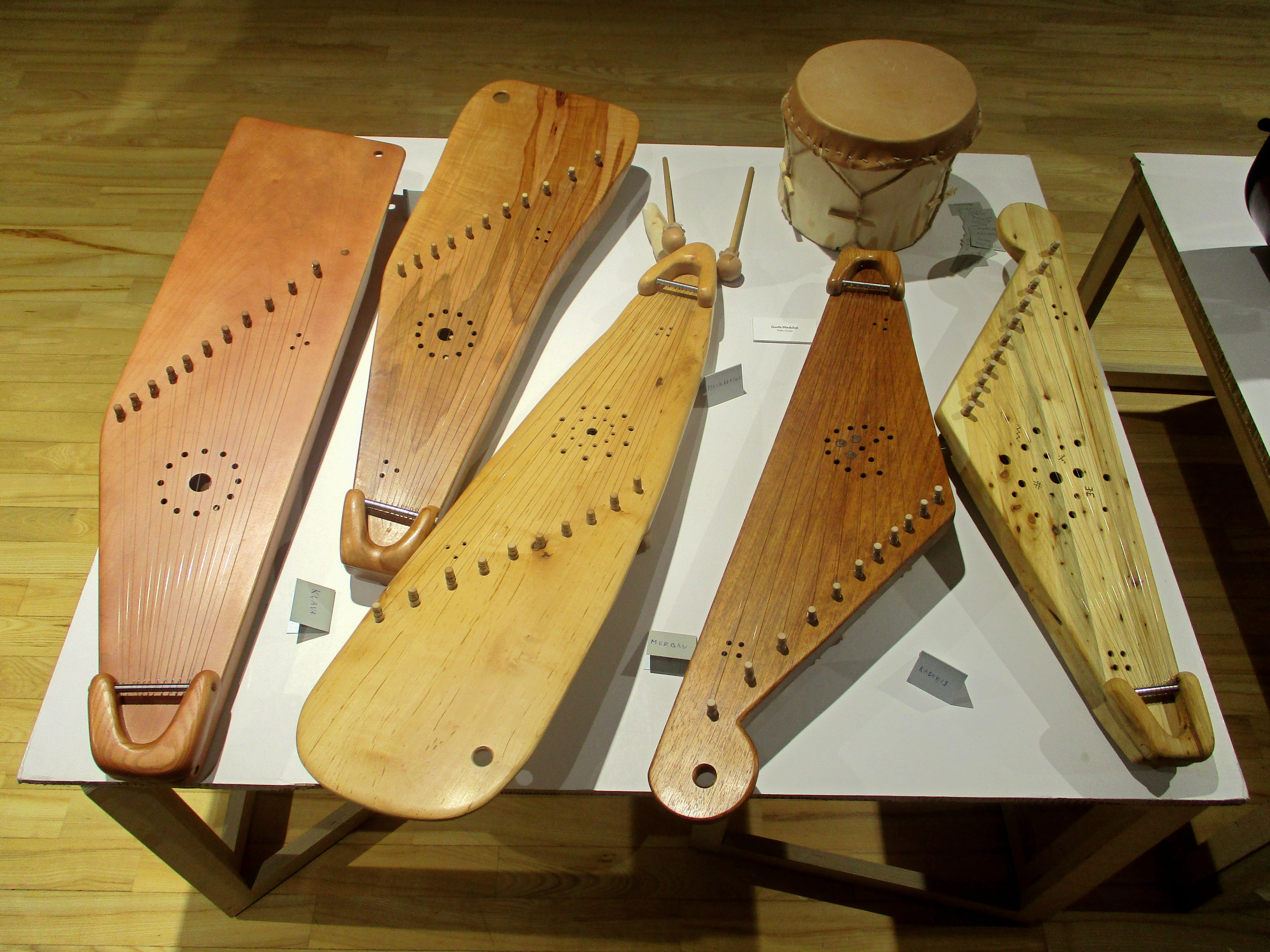
Kokles

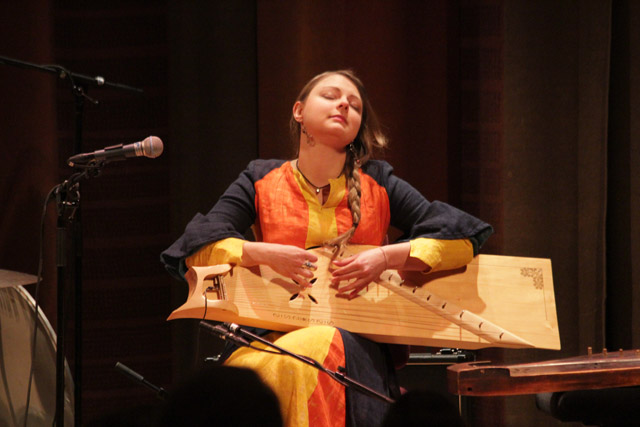
Laima Jansone

Kokle, dříve používaný název kokles ([ˈkuɔklɛs]IPA; latgalsky kūkles, lit. kanklės) je starobylý hudební nástroj původem z pobaltských zemí. První písemné zmínky o hráčích na kokles pocházejí ze 17. století. Od baltských národů převzaly kokle v různých podobách okolní ugrofinské (estonské kannele, finské kantele, livská kāndla) a slovanské národy (ruské гусли / gusli).
Kokle patří mezi drnkací strunné nástroje. Při hraní bývá zpravidla položen na klíně nebo na stolku. Pravou rukou se rozechvívají struny, levá ruka nežádoucí struny tlumí. V minulosti existovalo u tohoto nástroje mnoho různých ladění, převážně diatonických. Nejnižší struna plní obvykle basovou funkci a zní tak po celou dobu.

## Struktura
Kokle má dutý korpus ve tvaru lichoběžníka krytý plochou ozvučnou deskou. Struny jsou připojeny ke dřevěným ladícím kolíkům, rozmístěným na nejširším konci nástroje podél jeho hrany. Na nejužším konci se nachází kovová tyčinka, která slouží k navíjení strun, ať už vyrobených ze střívka, mosazi, nebo oceli. Tradičně míval nástroj 6–9 strun, později i více než 10.

## Druhy

### Kuronské kokle
V Kuronsku se tradičně vyrábějí kokle bez křídla, s mnoha ornamenty a vyřezáváním.

### Latgalské kokle
Latgalské kokle mají křídlo zesilující zvuk, které lze zároveň využít jako podložku pro ruce. V porovnání s kuronskými kokle jsou celkově větší, těžší, s jednodušší ornamentací. V regionu Sēlija a v Livonsku se běžně hraje na oba typy nástroje včetně nejrůznějších přechodných podob.

### Citarkokles
Koncem 19. století tradičně vyráběné kokles ovlivnily citary, které tou dobou dorazily ze západní Evropy. Vznikly tzv. citarkokles – kokles s korpusem ve tvaru citary, ocelovými kolíky a velkým počtem strun.

## Název
Množné číslo slova „kokles“ použil Ernest Glück při prvním překladu Bible do lotyštiny. V 17. a 18. století se tento název používal ve slovnících i folklorních textech, včetně 95 % lotyšských dain. Podobně tomu bylo v Latgalsku, kde se ve folklorních textech používalo téměř vždy množné číslo „kūkles”, nebo jeho tvary „kūkļes”, „kūkļas”, „kūklis” a „kūkļis”.
Jednotné číslo slova „kokle“ (latgalsky: kūkle, kūkļe, kūkla nebo kūkļa) se poprvé objevilo v druhé polovině 19. století v díle „die Kōkle“ Augustse Bīlenšteinse a v článku Andrejse Jurjānse o lotyšské národní hudbě z roku 1879. Dále se používalo téměř ve všech článcích, encyklopediích a slovnících, včetně Slovníku lotyšského jazyka (Latviešu valodas vārdnīca) Kārlise Mīlenbahse a Jānise Endzelīnse a v Lotyšském etymologickém slovníku (Latviešu etimoloģijas vārdnīca) Konstantīnse Karulise.